# Arabian
Arabian is een platformspel uit 1983 voor arcadespeelkasten. Het werd ontwikkeld door Sun Electronics. Later kwam het spel ook uit voor Nintendo Entertainment System.

## Spelverloop
De speler bestuurt een Arabische avonturier die een prinses moet redden uit een kasteel. Om aan het kasteel te geraken, moet de speler eerst 4 levels passeren: een zeeschip, een grottencomplex en twee levels met vliegende tapijten. In elk level moet de speler vijanden vermijden. Door deze uit te schakelen, krijgt hij extra punten. Elk level bevat het woord 'arabian' waarvan de letters over het speelveld verspreid staan. Een level is uitgespeeld wanneer alle letters zijn opgehaald. Na de vierde level is de prinses bevrijd en vliegt zij met de avonturier weg met een tapijt. Het spel herstart dan in een hogere moeilijkheidsgraad.
De muziek in het spel is monofonisch. 
- Elk level gaat vooraf door een splash page met "Lente" uit De vier jaargetijden
- Level 1 en 3: "Finale" uit de Guillaume Tell-ouverture
- Level 2 en 4: "Cancan" uit Orphée aux Enfers
- Op alle andere schermen: "Alla Turca" uit Pianosonate nr. 11